# Saint Paul
Saint Paul è una città degli Stati Uniti d'America, capitale e seconda più grande città del Minnesota, capoluogo della contea di Ramsey.
Nel censimento del 2000 la popolazione ha raggiunto i 287 151 abitanti, passati a 307 695 secondo una stima del 2018. La città è situata quasi esattamente sul 45º parallelo nord (il punto dove passa il parallelo è segnalato da una lastra in pietra).
È conosciuta insieme a Minneapolis, sita sulla sponda opposta del Mississippi, come una delle Twin Cities ("città gemelle"), ma se ne distingue per una maggiore conservazione delle architetture tradizionali in luogo dei moderni grattacieli.
Il motto della città è Where Goodness Inspire Greatness ("Dove la qualità ispira la grandezza").

## Storia
Tra il 1819 e il 1825, alla confluenza del fiume Minnesota nel Mississippi, fu costruito dal 5º reggimento di fanteria dell'esercito statunitense un forte (Fort Snelling), che faceva parte di una catena di fortini posti a controllo della frontiera nord-occidentale tra il fiume Missouri e il lago Michigan.
I soldati costruirono strade, costruirono mulini alle cascate di Sant'Antonio e dissodarono il terreno. Entrarono in contatto con le tribù native americane dei Dakota e degli Ojibway (o Chippewa o Anishinabe), con cui stabilirono commerci. Presso il forte stabilirono le loro sedi le compagnie che commerciavano in pellicce e vi fu creato un piccolo stanziamento a Mendota per gli impiegati e per le loro famiglie. Qui si fermavano per ottenere provviste e alloggio i viaggiatori provenienti dall'est e vi si rifugiarono gli immigrati svizzeri, scozzesi e francesi delle fallite colonie di Lord Selkirk in Canada.
In seguito alla creazione di un commercio illegale di alcolici, nel 1839 gli immigrati furono costretti dall'esercito a stanziarsi poco più a valle lungo il fiume e l'insediamento (Pig's Eye) crebbe divenendo la città di Saint Paul. La città prese il nome da una prima cappella in legno costruita nel 1841 dal sacerdote cattolico Lucien Galtier, che la dedicò a san Paolo. Nel 1849 la città divenne la capitale del nuovo "territorio" del Minnesota (ammesso nell'Unione come 32º stato nel 1858). I commerci si svilupparono con il trasporto fluviale su battelli, sostituiti a partire dal 1870 dalla ferrovia.

## Quartieri
La città ha ricevuto la definizione di "quindici piccole città con un solo sindaco" per i suoi ben caratterizzati quartieri, qui elencati da nord a sud e da ovest ad est:
- Saint Anthony Park, quartiere alberato, ospita il campus dell'Università del Minnesota,
- Merriam Park quartiere di alto livello sulle rive del Mississippi, che lo costeggia verso ovest.
- Macalester-Groveland, ancora un quartiere di alto livello sulle rive del Mississippi, sede dell'Università di Saint Thomas.
- Highland, quartiere di alto livello, storicamente ebraico, sebbene ospiti la fabbrica della Ford.
- The Midway quartiere di medio livello, deriva il nome dal fatto di essere a metà strada tra i centri cittadini di Saint Paul e di Minneapolis.
- Cuomo, quartiere medio-alto intorno all'area ricreativa del lago Cuomo.
- North End tradizionale quartiere operaio incentrato su Rice street.
- Thomas Dale, meglio conosciuto come "Frogtown" (Città delle Rane), negli anni 1980 e 1990 aveva seri problemi di prostituzione e droga.
- Summit-University quartiere abitato in prevalenza dalla comunità cinese e da altre comunità asiatiche. Incorpora i resti del quartiere Rondo, cuore della comunità afroamericana dai tempi della guerra di secessione americana, che fu distrutto tra gli anni 1950 e gli anni 1970 per la costruzione della strada interstatale 94.
- Summit Hill, anche conosciuto come Cathedral Hill, si articola intorno alla *Summit Avenue, tradizionale residenza delle più importanti famiglie della città. Vi si trova la cattedrale di Saint Paul.
- West Seventh o The West End, tradizionale quartiere di immigranti irlandesi, tedeschi, italiani e cechi, tra la collina della cattedrale e il fiume Mississippi.
- Downtown, il centro cittadino. Dopo gli anni 1940 subì la concorrenza del vicino centro (Downtown) di Minneapolis.
- West Side, quartiere oltre il fiume Mississippi (sulla sua riva ovest), a sud del centro. Ospita la comunità ispano-americana e si articola intorno al Boulevard dedicato a César Chávez.
- Payne-Phalen, il quartiere passa da una zona operaia nel settore meridionale ad un quartiere della classe media a nord della Maryland Avenue, con alcune residenze di livello superiore intorno al lago Phalen.
- Dayton's Bluff in particolare la parte bassa (Swede Hollow) è tradizionalmente un quartiere problematico, via via sede di immigranti dalla Svezia o dalla Germania, dall'Italia, dall'Europa orientale, e ancora da Afroamericani e da Asiatici e più recentemente immigrati dall'Eritrea e dalla Somalia.
- Greater East Side, quartiere della classe media, tradizionalmente impiegati della "3M Corporation".
- Battle Creek, un quartiere della classe media all'estremità sud-orientale, con viste panoramiche sul Mississippi e sul centro. Tradizionalmente quartiere dormitorio per i lavoratori della corporazione 3M

## Monumenti e luoghi d'interesse

### Cattedrale di San Paolo
La cattedrale di San Paolo (Cathedral of Saint Paul), fu costruita nel 1905 dall'architetto francese Emmanuel Louis Masqueray, per volere dell'arcivescovo John Ireland, ed è il quarto edificio che svolse le funzioni di cattedrale.
La prima cappella (Chapel on the Bluff) di Galtier fu ricostruita dal suo successore, Augustine Ravoux, raddoppiandone le dimensioni nel 1844. La cappella divenne ufficialmente la prima "cattedrale" di San Paolo nel 1851 quando si insediò il primo vescovo, Joseph Crétin.
La sede episcopale fu tuttavia trasferita nello stesso anno al secondo piano di un edificio nel centro cittadino.
I lavori per una nuova chiesa in pietra furono iniziati nel 1854, ma in seguito alla morte del vescovo e per il crollo finanziario del 1857, il progetto fu modificato eliminando tutte le decorazioni e il campanile e la chiesa venne inaugurata nel 1858.
La nuova grandiosa cattedrale venne costruita in granito proveniente da Saint Cloud, sulla collina di Summit Hill, che domina la città. Ha forme architettoniche neorinascimentali, con grande cupola sormontata da una lanterna, che raggiunge oltre 93 m di altezza. La facciata è fiancheggiata da torri laterali.
L'interno, con pianta a croce greca è illuminato dalle venti finestre della cupola e dai rosoni del transetto. In seguito alla morte dell'architetto nel 1917 la decorazione interna fu completata da altri. All'architetto Whitney Warren si deve l'altare principale, sormontato da un baldacchino.
Nell'abside dietro l'altare si aprono le sei cappelle del Shrine of the Nations ("santuario delle Nazioni"), ciascuna delle quali è dedicata al santo patrono del luogo di provenienza dei principali gruppi di immigrati (sant'Antonio di Padova per l'Italia, san Giovanni Battista per la Francia e il Canada, san Patrizio per l'Irlanda, san Bonifacio per la Germania, i santi Cirillo e Metodio per le nazioni slave e santa Teresa, protettrice delle missioni.
Le quattro cappelle laterali furono completate tra il 1914 e il 1933 e sono dedicate a san Pietro, al Sacro Cuore di Gesù, a san Giuseppe, e alla Vergine Maria.
La decorazione è completata da affreschi, dipinti, mosaici e vetrate.

### "Campidoglio" dello stato del Minnesota

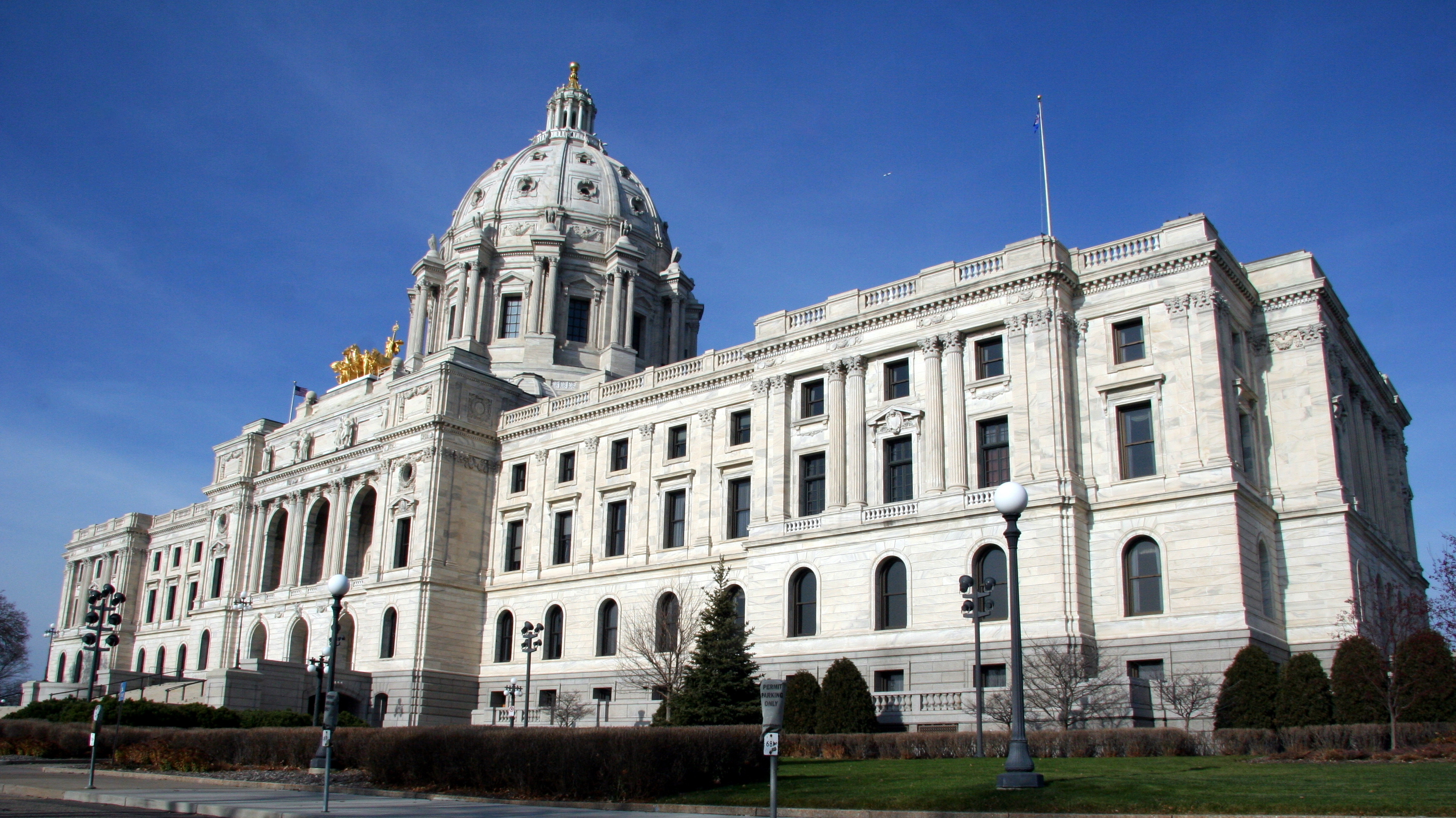
Il Campidoglio dello stato del Minnesota.

La sede del governo dello stato del Minnesota (Minnesota State Capitol) fu inaugurata nel 1905.
La prima sede era stata costruita nel 1853 in Cedar Street e fu distrutta da un incendio nel 1881 e rimpiazzata da un edificio in stile vittoriano in mattoni rossi, dotata di una torre. La struttura, ritenuta inadeguata come sede del governo dello stato, venne ancora utilizzata come edificio pubblico fino al 1937, quando fu demolita.
Nel 1895 fu bandito un concorso per l'edificazione di un nuovo "Campidoglio" sulla collina di Wabasha Hill, a nord del centro cittadino. Il concorso fu vinto dall'architetto Cass Gilbert.
L'edificio è coronato da una cupola che riprende le forme di quella del Campidoglio federale di Washington e della cupola michelangiolesca della Basilica di San Pietro in Vaticano.
L'architetto utilizzò lo scuro granito del Minnesota per le parti inferiori e la locale pietra di Kasota per l'interno, ma insisté nell'utilizzo del marmo bianco proveniente dalla Georgia per la parte superiore e la cupola. Disegnò inoltre personalmente la maggior parte dei particolari, compreso l'arredamento. Sin dalla progettazione erano comprese l'illuminazione elettrica e le linee telefoniche.
Alla decorazione dell'edificio lavorarono numerosi scultori: alla base della cupola si trova il gruppo del "Progresso dello Stato" (Progress of the State), conosciuto anche come la "Quadriga", di Daniel Fester French e di Edward Potter.
Dal 1972 l'edificio è classificato come National Historic Landmark e dal 1969 la parte artistica è gestita dalla Minnesota Historical Society.

### Landmark Center

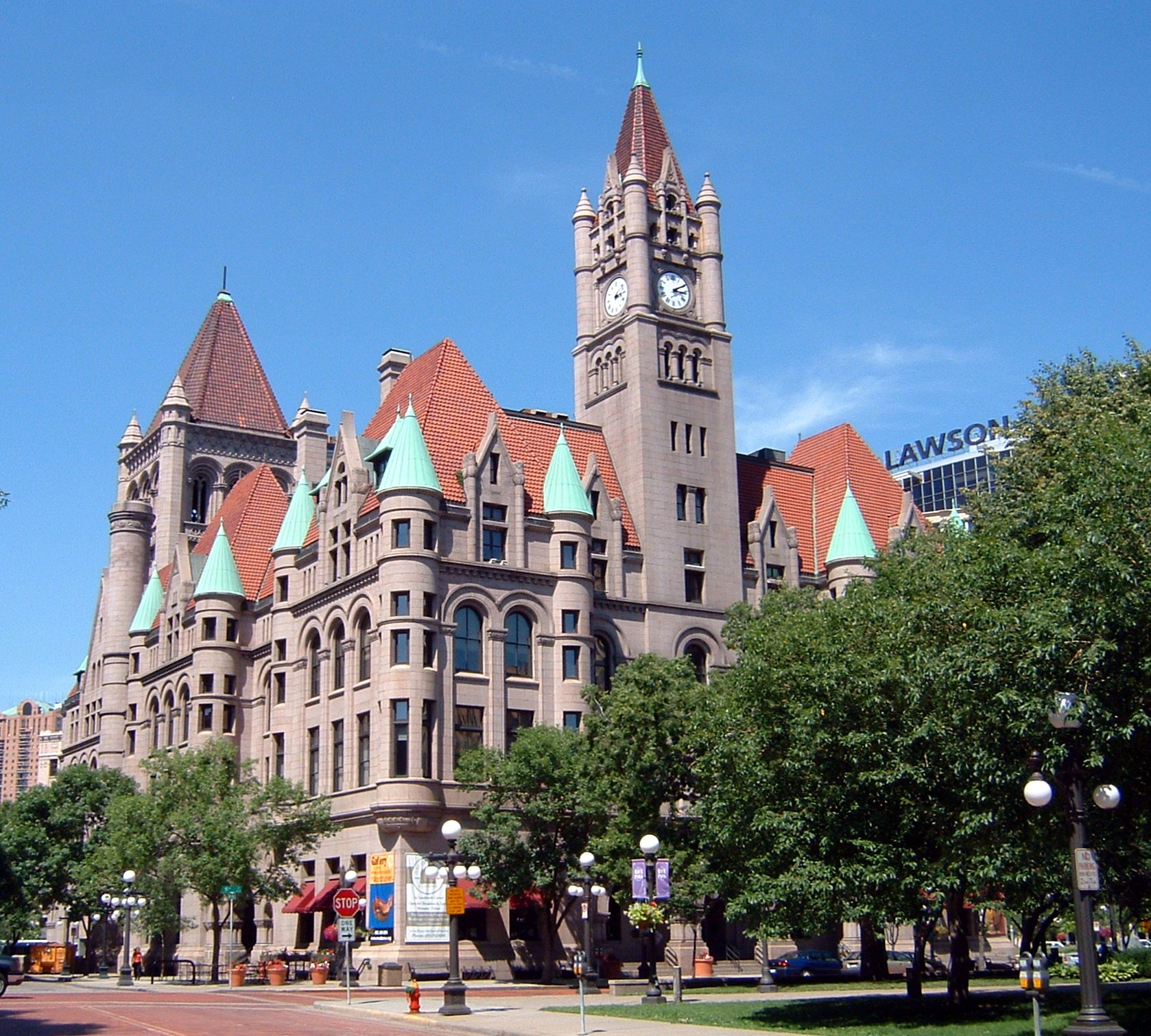
Il Landmark Center.

L'antico edificio del tribunale federale, costruito nel 1902, divenne nel, divenuto quindi l'ufficio postale centrale, fu salvato dalla demolizione, restaurato e riaperto al pubblico nel 1978 e oggi viene utilizzato per concerti e spettacoli. È inserito nel "Registro nazionale dei luoghi storici" ("National Register of Historic Places").
Nella Landmark Plaza si trovano le statue in bronzo a grandezza naturale dei principali personaggi dei Peanuts, come omaggio a Charles Schulz, nato nella città di Saint Paul.

### Biblioteca pubblica cittadina
L'edificio della Biblioteca pubblica (Saint Paul Public Library) fu costruito nel 1917 e fa parte del "Registro nazionale dei luoghi storici".
Una prima sala di lettura privata aprì nel 1856 e nel 1882 la collezione di libri fu presa in carico dal consiglio municipale, che istituì la "Biblioteca pubblica di Saint Paul". Nel 1900 la biblioteca fu trasferita nel vecchio edificio del Mercato (Market Hall), ma la biblioteca con tutti i libri andò completamente distrutta da un incendio nel 1915.
Ne 1909 era già stata presa la decisione di costruire un nuovo edificio e fu scelta la localizzazione. Nel 1912 fu scelto per l'edificazione l'architetto Electus Litchfield. Il suo progetto fu influenzato dalla Biblioteca J.P.Morgan di New York, che era stata completata solo sei anni prima. L'edificio, in stile neorinascimentale, con finestre ad arco e utilizzo degli ordini classici. Lo stile si estende anche agli ambienti interni. L'esterno è rivestito in marmo del Tennessee.

### Municipio e tribunale della contea di Ramsey

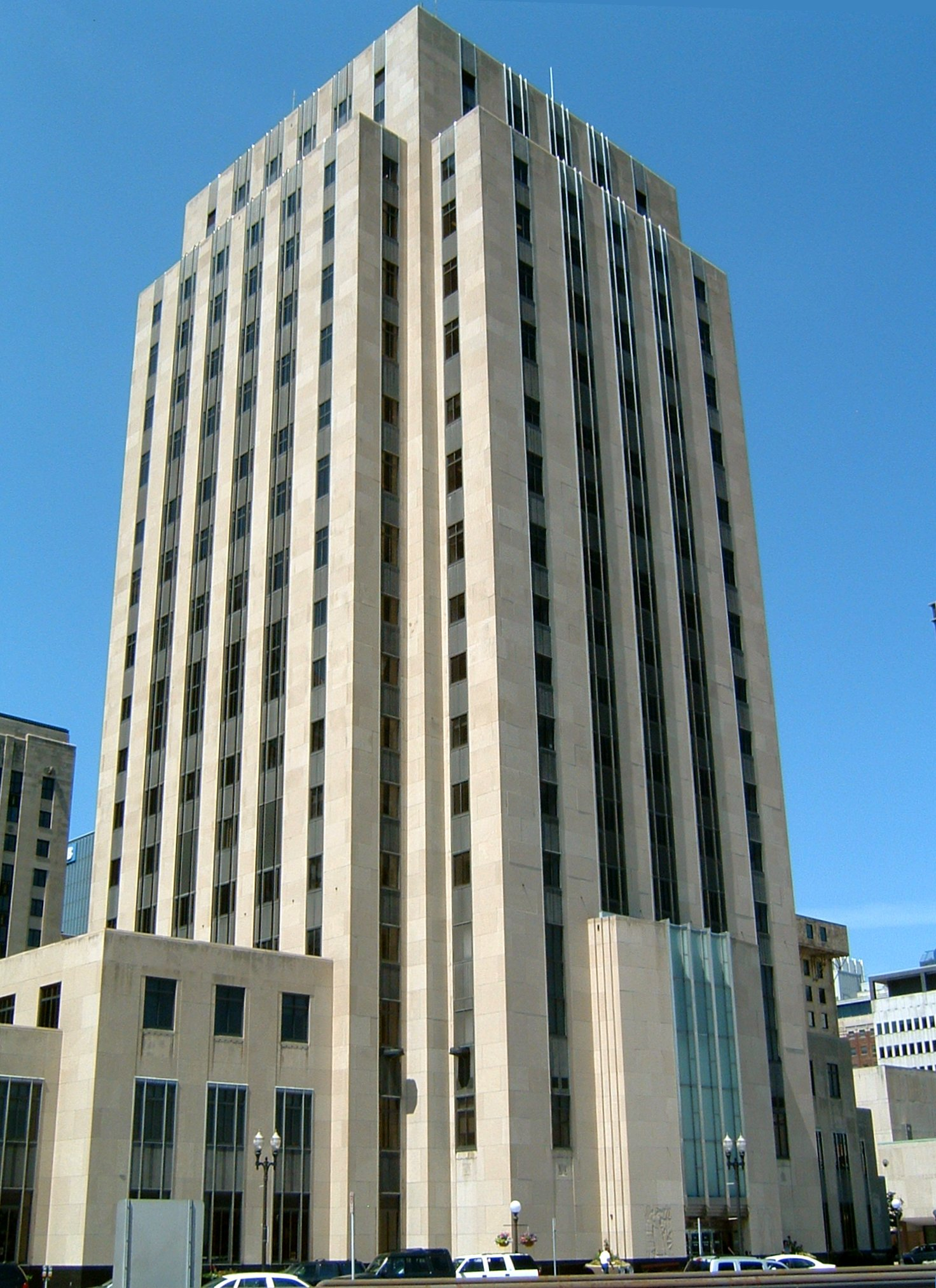
L'ex municipio.

L'edificio (Saint Paul City Hall and Ramsey County Courthouse) fu costruito tra il 1930 e il 1932 dagli architetti Holabird and Root di Chicago, and Ellerbe and Company di Saint Paul. La costruzione era stata finanziata con un prestito pubblico nel 1928 e la caduta dei prezzi dopo il crollo della borsa l'anno seguente resero possibile una ricca decorazione.
L'esterno è costruito nello stile "americano perpendicolare", con la torre centrale sopra un basamento a tre piani, la cui altezza è accentuata dalle sottili linee verticali scure e continue delle finestre. L'ingresso principale è decorato dai rilievi dello scultore Lee Lawrie.
L'interno è decorato nello stile dell'Art déco. Vi è ospitato il memoriale (Memorial Hall) per i caduti della contea di Ramsey nelle guerre del XX secolo. La sala, che si estende in altezza per i tre piani del basamento, ospita la scultura della "Visione di Pace" (Vision of Peace) dello scultore svedese Carl Milles, che rappresenta cinque nativi americani seduti in circolo con i loro calumet, dal cui fumo sorge un "dio della pace". La scultura, alta circa 11 metri è stata intagliata in onice del Messico e consiste di 98 pezzi fissati su un sostegno centrale. La statua è del 1936 e ricevette il suo nome ufficialmente nel 1994.

### Museo della scienza del Minnesota
Il museo (Science Museum of Minnesota), situato nel centro cittadino, sulle rive del fiume Mississippi, comprende sezioni di archeologia e etnologia, di biologia (mammiferi, insetti, uccelli), di paleontologia, di ecologia fluviale e lacustre e di biologia marina.
Il museo fu creato nel 1907, come Saint Paul Institute, raccogliendo le collezioni di interesse scientifico della Saint Paul Academy of Natural Sciences, fondata nel 1870. Dal 1933 il museo condusse ricerche in proprio, arricchendo le collezioni, con scavi archeologici negli anni 1950 e 1970 e spedizioni paleontologiche (dal 1959) e biologiche (negli anni 1970).
Attualmente il museo ha circa 1 750 000 oggetti, che vengono esposti a rotazione.

### Centro per la storia del Minnesota
Il centro (Minnesota History Center), aperto nel 1992, ospita un museo che espone le collezioni della Minnesota Historical Society, una biblioteca e aule per conferenze. È possibile inoltre assistere a spettacoli multimediali.
L'edificio è sorto al posto di palazzi di abitazione che furono eliminati nel rinnovamento urbano degli anni 1960 e su parte della Summit Avenue. È opera degli architetti Hammel, Green e Abrahamson
Il centro ospita numerose opere d'arte appositamente realizzate:
- Minnesota Profiles (1995) di Andrew Leicester,
- Charm Bracelet di James Casebere
- Sky Mural di Bob Bonawitz e Tim Michelson
- Pannelli in vetro (glass etchings) di Brit Bunkley
- Motivo della stella ripetuto in tutto l'edificio come decorazione

### Museo dei bambini del Minnesota
Il museo (Minnesota Children's Museum) fu fondato nel 1981 da Marialice Harwood, Kate Donaldson e Suzanne Payne nel centro cittadino e si spostò quindi nel 1985 in una vecchia officina nella piazza di Bandana Square. In seguito alla continua crescita dei visitatori nel 1995 fu nuovamente spostato in un nuovo edificio appositamente costruito nel centro cittadino.
Il museo consiste in una serie di percorsi dove i bambini fino ai dieci anni possono esplorare in sicurezza, per esempio un formicaio gigante, e imparare giocando.

### Parco regionale dell'Isola Harriet
Il parco (Harriet Island Regional Park) è situato su quella che era un'isola nel fiume Mississippi, chiamata isola Wakan o isola degli Spiriti dai Dakota. Successivamente l'isola prese il nome di Harriet Bishop, la prima insegnante di scuola, giunta a Saint Paul nel 1847.
Il parco venne fondato nel 1900 da Justus Ohage, che acquistò l'isola per mezzo di una colletta popolare e vi allestì giardini, sentieri e stabilimenti per i bagni nel fiume (che furono proibiti dal 1920), giochi per bambini e un piccolo zoo (poi spostato nel 1930).
Il parco venne danneggiato ripetutamente dalle alluvioni del fiume. Nel 1949 fu riempito lo stretto canale che separava l'isola dalla terraferma sulla riva occidentale del fiume. Nel 1964 furono costruiti i primi argini contro le alluvioni, più tardi ancora rinforzati. Il parco è stato risistemato e riaperto nel 2000.
Vi si tengono concerti all'aperto e in inverno il Winter Carnival Ice Castle.

### Altri monumenti e musei
- Forte Snelling (Fort Snelling), il fortino costruito tra il 1819 e il 1825 presso cui nacque l'insediamento che avrebbe dato origine la città. Il fortino perse la sua funzione con lo spostamento della frontiera più ad ovest e nel 1858 fu venduto ad un privato, ma - dopo la guerra civile americana - ritornò in possesso dell'esercito. Alla fine della seconda guerra mondiale fu chiuso e fu classificato come National Historic Landmark nel 1960 e fu restaurato e aperto al pubblico.
- Antica chiesa di Muskego (Old Muskego Church), una cappella in legno costruita nel 1844 dagli immigranti norvegesi presso Racine nel Wisconsin. Nel 1904 fu smontata e ricostruita nel Campus del Seminario Luterano (Luther Seminary Campus).
- Casa di Alexander Ramsey, primo governatore, costruita nel 1872.
- Casa di James Hill, completata nel 1891 per il potente costruttore della Grande ferrovia settentrionale (Great Northern Railway).
- Quartiere di Lowertown, situato nelle "terre basse" presso il fiume si sviluppò come centro di commerci e magazzini, e ospita diverse imprese nelle loro sedi originarie, spesso costruite da famosi architetti. Il quartiere è compreso nel Registro nazionale dei Luoghi storici (National Register of Historic Places) dal 1983.
- Museo dell'Arte Americana del Minnesota (Minnesota Museum of American Art), fondato come scuola d'arte nel 1927, iniziò a raccogliere opere d'arte contemporanee nel 1930 e nel 1969 divenne un museo.
- Museo dei Trasporti del Minnesota (Minnesota Transportation Museum), nato nel 1962, ha con cinque sedi comprendenti diversi mezzi di trasporto mantenuti in attività.
- Museo del modellino ferroviario della Twin City (Twin City Model Railroad Museum) presenta un modello in scala della rete ferroviaria degli Stati Uniti negli anni 1930, 1940 e 1950.

## Università
- Metropolitan State University
- University of Minnesota Twin Cities
- Hamline University
- Concordia University Saint Paul (università luterana).
- University of Saint Thomas (università cattolica).
- Bethel University (università evangelica).

## Sport
La città è rappresentata in 2 delle principali leghe professionistiche:
- Minnesota Wild (NHL) - hockey su ghiaccio
- Minnesota United FC (MLS) - calcio

Vi è inoltre una squadra di baseball della lega minore (Saint Paul Saints).

## Infrastrutture e trasporti

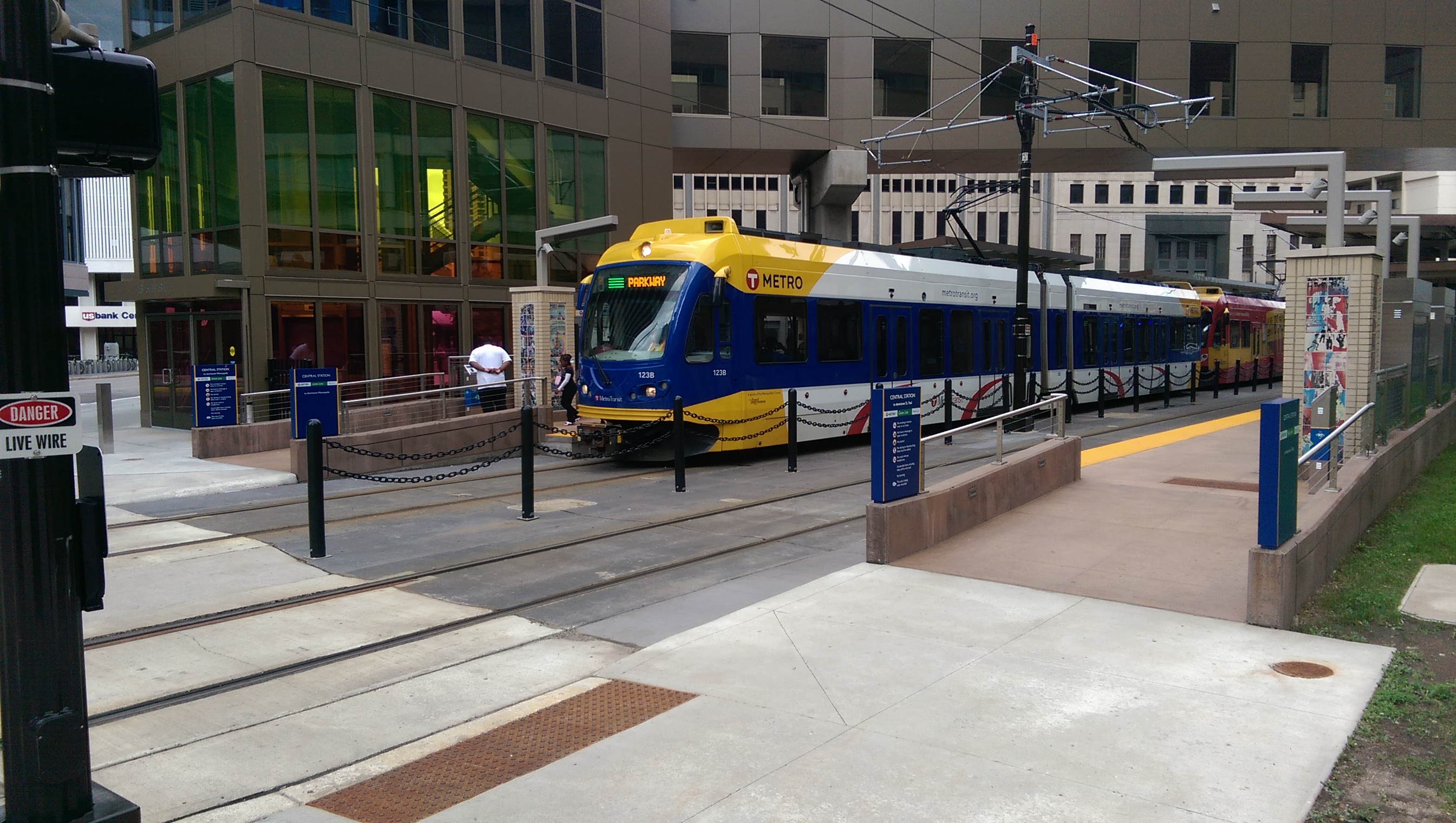
Metrotranvia di Saint Paul

La maggior parte dei cittadini di Saint Paul utilizza la propria automobile privata per muoversi nella regione. Esiste tuttavia anche un sistema di linee di autobus (Metro Transit). La stessa azienda di trasporti gestisce anche una linea di ferrovia leggera che collega il centro e i quartieri sud di Minneapolis con i sobborghi meridionali di Saint Paul: dalle stazioni ferroviarie linee di autobus collegano la linea con gli altri quartieri cittadini. Ci si aspetta che la linea finisca con il collegare i centri cittadini di Minneapolis e di Saint Paul.
Nel centro cittadino molti edifici sono collegati da passaggi sopraelevati e i pedoni possono passare a piedi dall'uno all'altro, senza uscire. Un altro sistema di trasporto che sta guadagnando una popolarità sempre crescente è la bicicletta, soprattutto a seguito dell'ampliamento delle piste ciclabili nell'intera area metropolitana.
Il tracciato delle vie intorno al centro cittadino ha spesso suscitato lamentele a causa del sistema a griglia spezzata, con alcune vie provenienti dalla curva formata dal Mississippi che si trovano non allineate con gli assi centrali dei vecchi quartieri. Anche fuori dal centro rappresenta un elemento insolito che le vie abbiano un nome invece che semplicemente un numero.
Due strade interstatali servono la città: l'Interstate 35E in senso nord-sud e l'Interstate 94 in senso est-ovest.
Il trasporto aereo si svolge nell'Aeroporto Internazionale di Minneapolis-Saint Paul, servito principalmente dalla Delta Air Lines.

## Amministrazione

### Gemellaggi
Saint Paul è gemellata con le seguenti città:
- Ciudad Romero
- Culiacán
- Changsha
- Hadera
- Nagasaki
- Novosibirsk
- Manzanillo
- Tiberiade
- Neuss
- Modena